# 枚文安

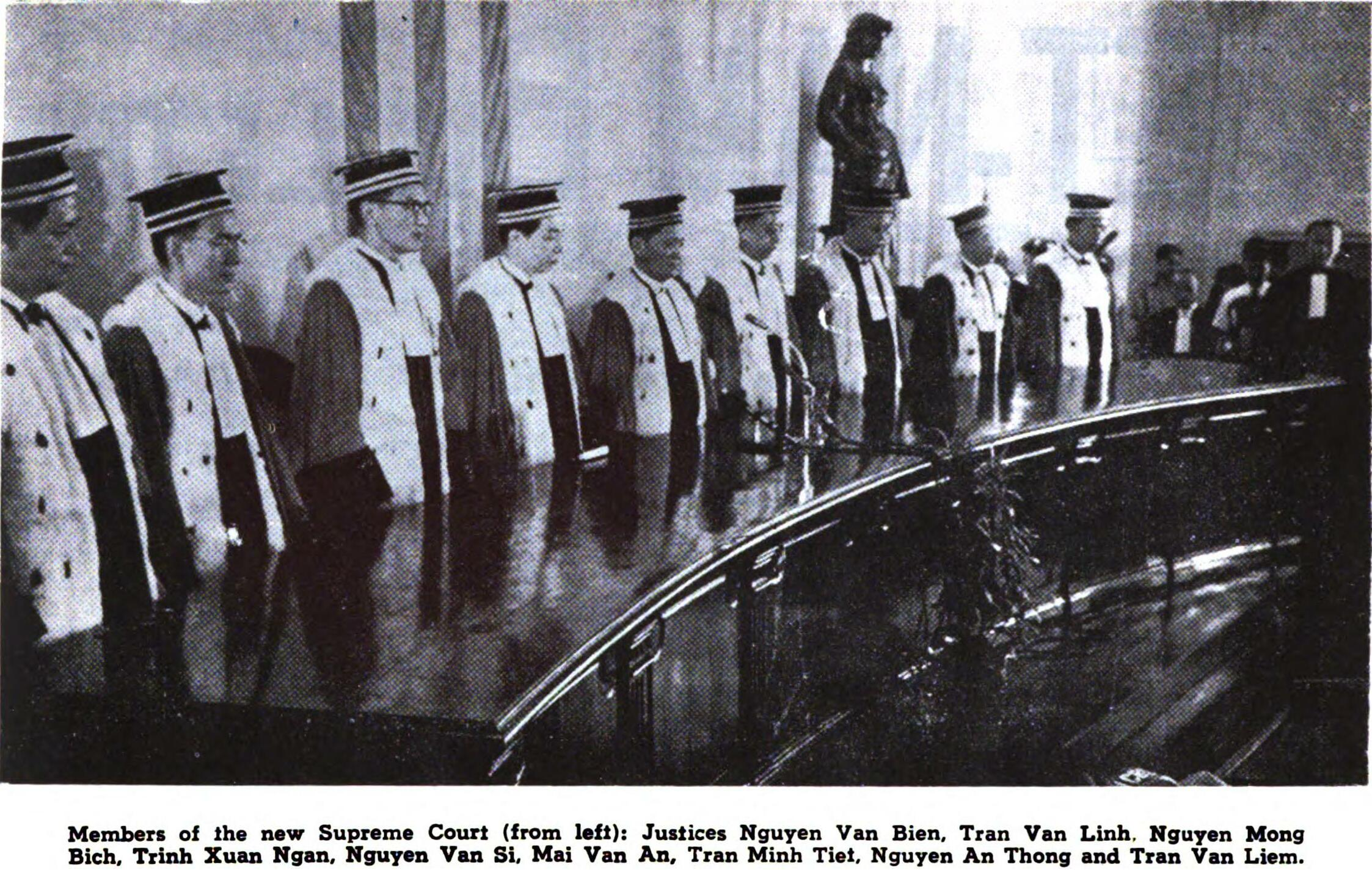
越南共和國最高法院的法官們，左起第6個爲枚文安

枚文安（1921年11月5日—？），也譯作梅文安，越南共和國法官、大學教師，曾任越南共和國最高法院法官。

## 生平
1921年11月5日，枚文安出生於越南南方，越南共和國時期屬永平省的地方。
曾任西貢初審法庭候補首席審判長、西貢上訴法庭民法分庭主席、越南共和國最高法院司法機構政務法官。曾任西貢大學法學院講師和越南共和國最高法院法官。

## 榮譽
- 司法佩星[2]

## 個人生活
枚文安是佛教徒。